# Eley Brothers

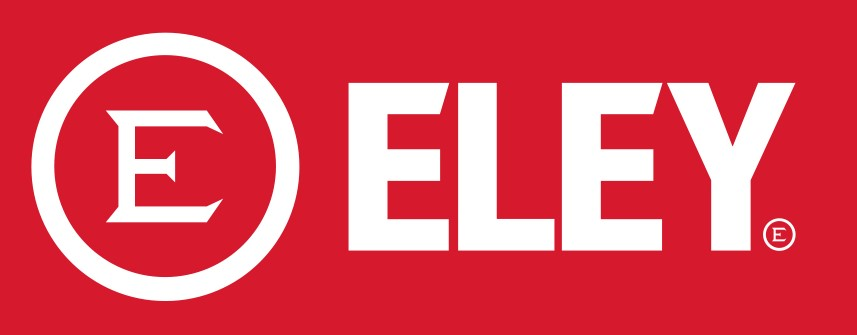

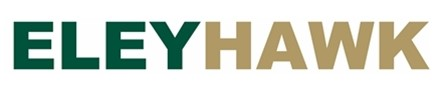

Eley Brothers war ein britischer Munitionshersteller, gegründet 1828. Das Unternehmen fusionierte 1918 mit anderen Munitionsherstellern; die Marke Eley blieb erhalten. Seit 1983 ist wieder ein Unternehmen unter der Firma Eley eigenständig. 1989 wurde daraus Eley Hawk, spezialisiert auf Schrotpatronen, ausgegründet, während Eley sich auf .22-lfB-Sportmunition konzentriert.

## Geschichte

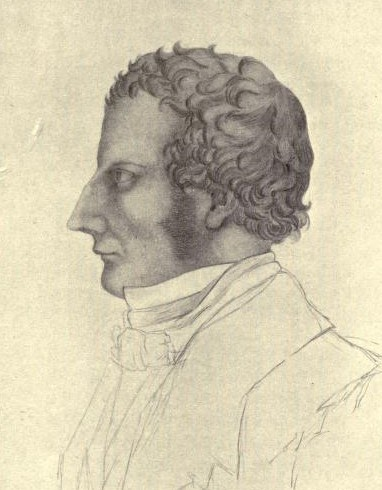
William Eley

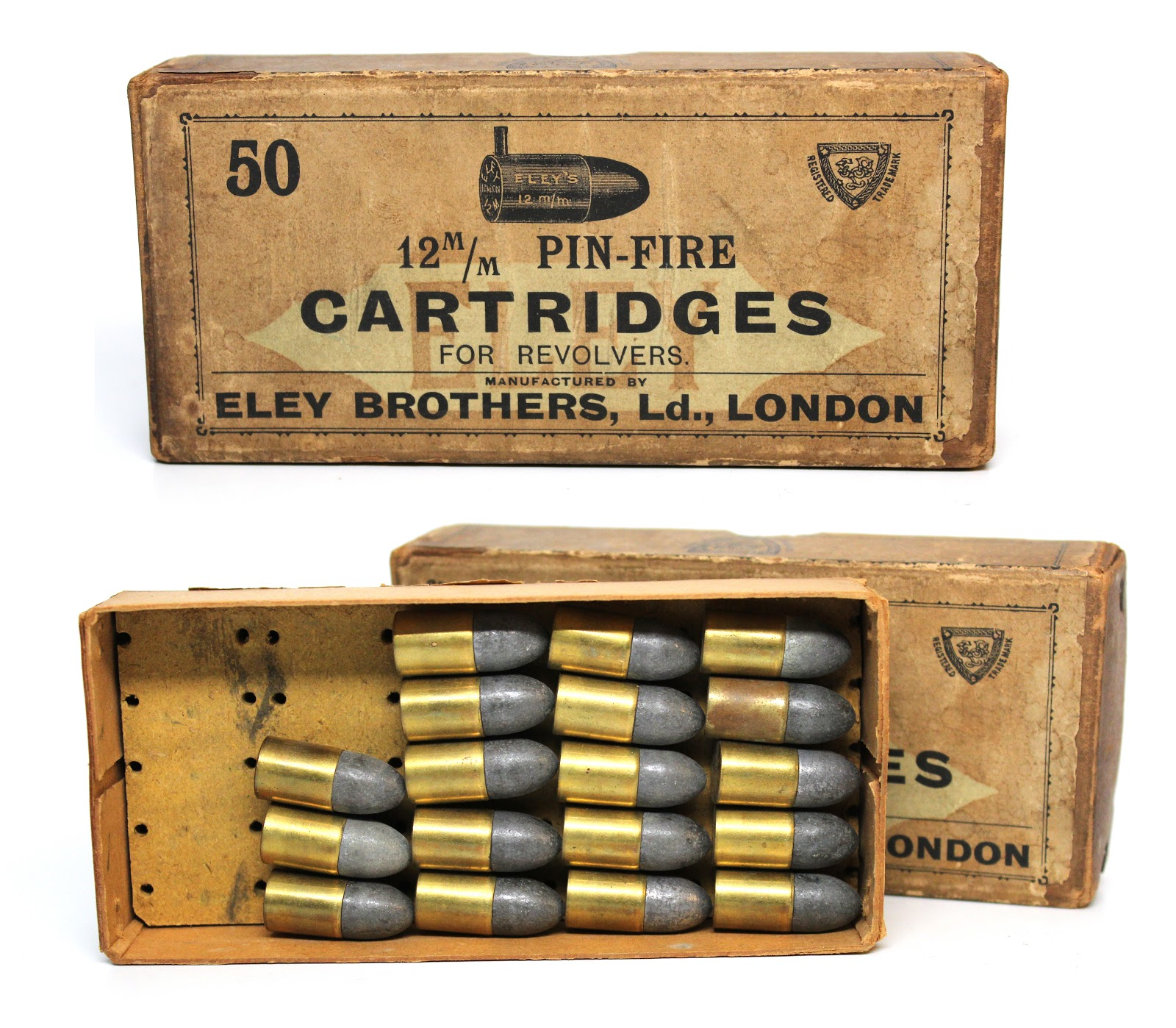
Stiftfeuerpatrone von Eley Brothers

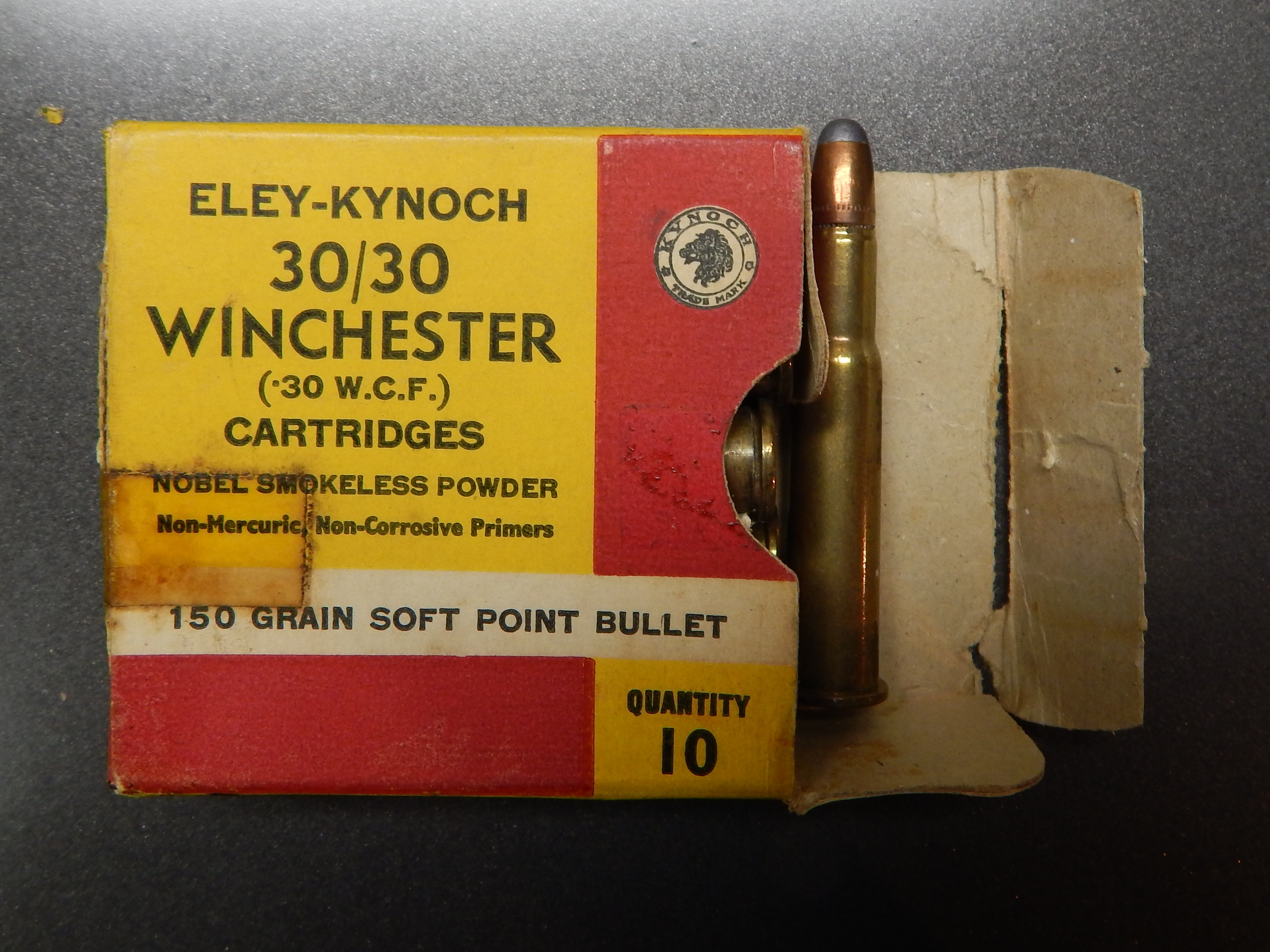
.30-30 Winchester der Marke Eley-Kynoch

Die Eleys waren eine Familie von Silberschmieden, ursprünglich aus Derbyshire, die in London eine gewisse Bekanntheit erreichten. Die Brüder William and Charles hatten sich bereits in den frühen 1820er-Jahren als Silberschmiede in Hampstead zusammengetan.
Im Jahre 1827 erwarben sie von Joshua Jenour ein Patent auf eine Kartätsche aus Draht für Schrotladungen. Der Zweck der Drahtkartätsche war es, die sonst lose Schrotladung für die ersten ungefähr 100 Meter zusammenzuhalten, um so die Reichweite zu vergrößern. 1828 eröffneten die Brüder William und Charles Eley eine größere Fabrik in London, um die Drahtkartätschen zu produzieren. Mitte 1830 verbesserten die Eley die Drahtkartätsche, später folgte eine drahtlose Kartätsche, die Schrotladung wurde dabei durch weiche Schichten aus Knochenmehl zusammengehalten.
Als Nächstes widmete sich William Eley den Anzündhütchen, bei denen er als einflussreicher Pionier gilt. 1837 erhielt er ein Patent für wasserdichte Anzündhütchen. Im gleichen Jahr startete bei Eley auch die Produktion von Anzündhütchen. Unter der Eignerschaft William Eleys seit 1838 wuchs das Unternehmen zu einem großen Munitionshersteller heran.
William Eley wurde 1841 im Alter von 47 Jahren bei einer Explosion getötet, als er in seinem Labor mit Knallquecksilber (dem explosiven Bestandteil der Anzündhütchen) arbeitete. Das Unternehmen erbten 1842 seine drei Söhne William Thomas, Charles und Henry. In den 1840er-Jahren wurde ein Namenswechsel zu „Eley Brothers“ vollzogen.
William Thomas Eley hatte einen ähnlichen Erfindergeist wie sein Vater. Er entwickelte Fertigungsmaschinen, die den Herstellungsprozess von Patronen vereinfachten und kostengünstiger machten. Die Produktpalette wurde erweitert; neben Patronen und Anzündhütchen wurden auch z. B. Sprengzünder oder Schusspflaster produziert. Im Jahre 1855 entwickelten William Thomas Eley und Samuel Colt ein gemeinsames Patent für Revolverpatronen. Im Amerikanischen Bürgerkrieg (1861–1865) war Eley ein wichtiger Lieferant der Konföderierten.
Die 1860er Jahre bedeuteten für die Waffentechnik große Umbrüche; die Ära der Vorderladerwaffen ging zu Ende, das Militär setzte nun auf Hinterlader. Das britische Militär etablierte 1864 ein Komitee, welches die Umstellung begleiten sollte. Der Amerikaner Jacob Snider entwickelte das Snider-Enfield Rifle, eine Konversion des Vorderladers Enfield Rifled Musket. Ursprünglich sollte der Munitionsfabrikant George H. Daw die Zentralfeuermunition für das Gewehr entwickeln. Ein persönliches Zerwürfnis beendete diese Zusammenarbeit und Snider ging auf Eley Brothers zu. Durch den möglichen Großauftrag des Militärs war viel Geld im Spiel. Eley Brothers kopierte mit kleinen Veränderungen die Daw-Patronen und das Fertigungsverfahren. Daw ging dagegen gerichtlich vor und erwirkte im November 1865 eine Unterlassung. Mitte 1866 ging Eley Brothers eine Kooperation mit dem britischen Offizier Edward Mounier Boxer ein. Boxer modifizierte die Zündung und setzte eine gerollte Metallhülse ein. Die Produktion der .577 Snider lief noch 1866 im Royal Arsenal und bei Eley Brothers an. Auch gegen diese Patronen ging Daw im Dezember 1866 gerichtlich vor. In der Zwischenzeit hatte sich Eley mit anderen Patentinhabern geeinigt; Daws Klage wurde abgewiesen.
Aus der zylindrischen .577 Snider entwickelte Eley Brothers die Flaschenhalshülse .577/450 Martini–Henry für das Martini-Henry-Gewehr. Im Jahre 1874 änderte sich die Unternehmensform zur Limited, einer nicht börsennotierten Kapitalgesellschaft. Mit den durch Aktienausgabe eingenommenem Kapital wurde der Ausbau des Unternehmens forciert. Wasserdichte Schrotpatronen, als eine weitere Neuheit, folgten im Jahre 1882.
Nachdem der älteste Bruder, William Thomas Eley, im Jahre 1888 verstorben war, erlebte das Unternehmen verschiedene Höhen und Tiefen. Im Jahre 1894 wurde das Unternehmen von öffentlichen Aufträgen ausgeschlossen, da die gelieferten .303 British Patronen mangelhaft waren. Zwischen 1901 und 1906 ereigneten sich mehrere Explosionen, und es kam zu Streiks der Arbeiter. 1907 wurde ein neuer Schrotturm gebaut. Zu dieser Zeit umfasste das Produktportfolio etwa 400 verschiedene Patronen.
Im Ersten Weltkrieg (1914–1918) war Eley Brothers der kleinste der fünf Lieferanten von Gewehrpatronen im Vereinigten Königreich. Nach dem Krieg, im Jahre 1918, schloss sich Eley mit anderen Unternehmen – u. a. Nobel Explosives und Kynoch – zur Explosives Trades zusammen. Das Hauptziel des von der britischen Regierung abgesegneten Unternehmenszusammenschlusses war es, die Effekte der im Krieg entstandenen Überkapazität abzumildern. 1920 änderte sich der Name zu Nobel Industries. 1926 fusionierte Nobel Industries mit anderen Unternehmen zur Imperial Chemical Industries (ICI). Eley blieb als Markenname erhalten.
Die Fabrik in der Angel Road wurde 1921 geschlossen. Das später entstandene Gewerbegebiet Eley Business Park erinnert an den Ursprung des Ortes. Die Produktion ging vorerst in Waltham Abbey weiter. Im Jahre 1925 wurde entschieden, die Munitionsproduktion im Kynoch-Stammwerk in Witton in Birmingham zu bündeln. Der langsame Umzug zog sich bis 1928 hin. Eley blieb als Bestandteil der neuen Marke Eley-Kynoch erhalten.
Die Metallsparte, ICI Metals Division, wurde 1962 als Tochterunternehmen Imperial Metal Industries formiert und 1978 unabhängig von ICI. Das noch profitable Geschäft mit Randfeuermunition für Sportschützen sowie Schrotpatronen wurde weitergeführt. Die Munitionssparte von IMI wurde 1983 als neues Unternehmen mit der Firma Eley ausgegliedert. 1987 übernahm Eley den Munitionshersteller Hawk. 1989 wurde Eley Hawk als Unternehmen für Schrotpatronen ausgelagert und 2002 an Unión Española de Explosivos (UEE) verkauft.
Eley konzentriert sich seit dem auf die .22lr Sportmunition. Sie gilt als qualitativ hochwertig und wurde z. B. bei den Olympischen Sommerspielen 1968 von 84 % der Sportschützen genutzt. 1990 betrug der Marktanteil in Großbritannien über 50 %.
2002/2003 zogen sowohl Eley als auch Eley Hawk von Witton in das benachbarte Sutton Coldfield in neu aufgebaute Produktionsanlagen um.
2014 erfolgte ein Management-Buy-out für 42 Millionen Pfund; IMI wollte sich auf das Kerngeschäft konzentrieren. Die Eley Group bestand damals aus Eley Ltd, welche auch Eley Americas Inc enthielt, und dem Schlachtschussapparathersteller Accles & Shelvoke. In dem Jahr erwirtschaftete eine Belegschaft von 120 Mitarbeitern einen Umsatz von 17 Millionen Pfund. Accles & Shelvoke wurde 2017 an das Lebensmitteltechnikunternehmen Frontmatec verkauft.

## Trivia
In der Kurzgeschichte The Speckled Band empfiehlt Sherlock Holmes seinem Freund Dr. Watson die Revolvermunition Eley’s No. 2 als probates Mittel gegen körperlich überlegene Gegner.